# Stazione di Novi Ligure
La stazione di Novi Ligure è una stazione ferroviaria della ferrovia Torino-Genova, nonché stazione capolinea della ferrovia Tortona-Novi Ligure. Serve il centro urbano di Novi Ligure, in provincia di Alessandria. È uno storico e importante nodo ferroviario.

## Storia

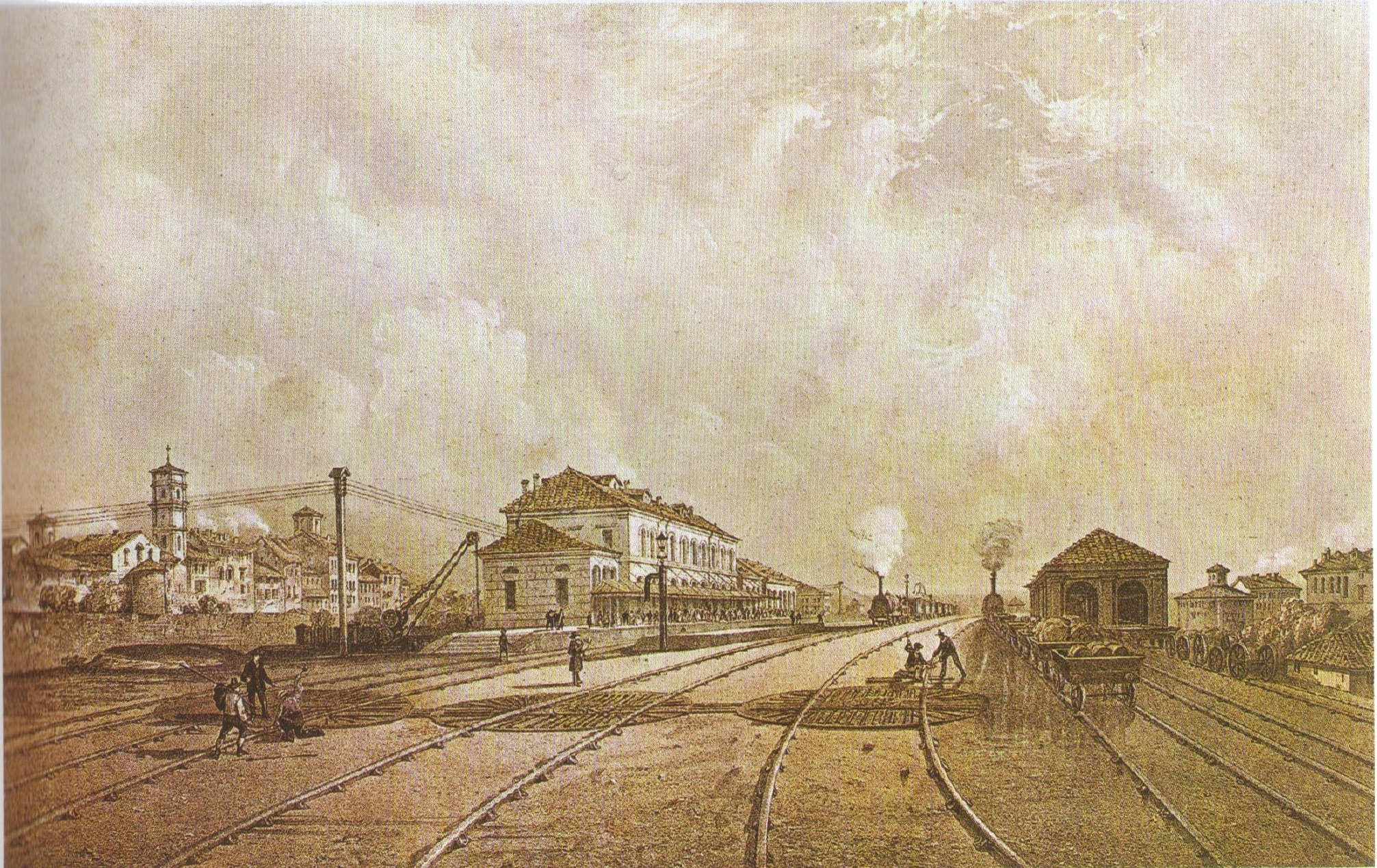
Carlo Bassoli, Stazione di Novi Ligure, 1853

Inaugurato l'impianto nel 1850, l'originario fabbricato di stazione venne sostituito da un nuovo edificio realizzato nel 1910. L'abbandono del vecchio stabile si rese necessario con la crescita di importanza dello scalo, in concomitanza con il progresso economico e industriale della città che lo aveva reso inadeguato.
Dal 1923 e fino alla caduta del fascismo l'impianto fu sede di coorte di Milizia ferroviaria.

## Strutture e impianti

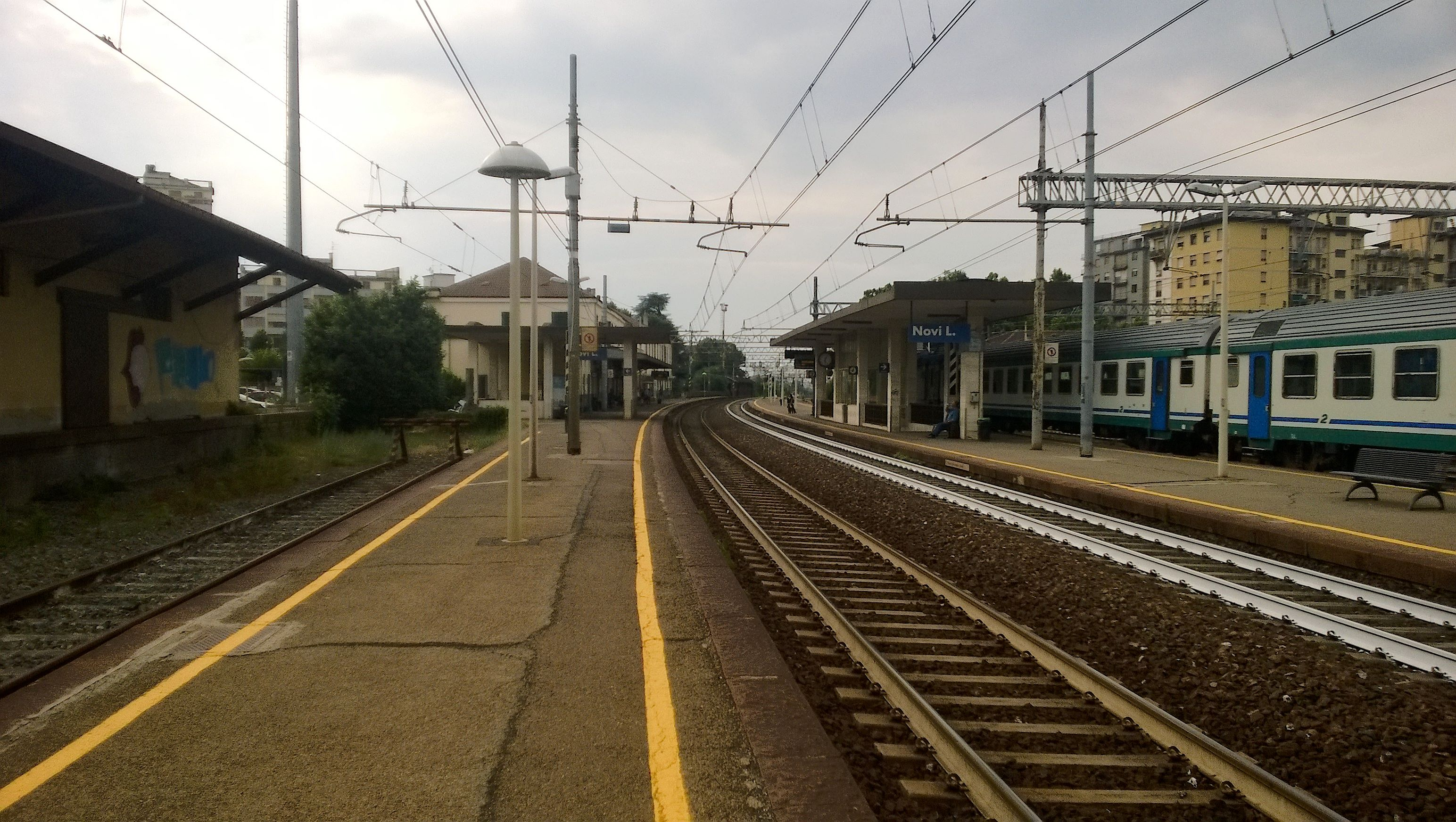
Stazione lato binari

La stazione dispone di un fabbricato viaggiatori costituito da tre porzioni contigue. La parte centrale dell'edificio accoglie, al piano terreno, la biglietteria, la sala d'attesa e un bar. La porzione sinistra del precedente ospita invece gli uffici, i locali tecnici e una postazione di Polizia ferroviaria. La costruzione a destra è occupata dai servizi igienici, utilizzabili anche dai portatori di handicap.
Globalmente la stazione possiede due ingressi a cui si aggiungono tre accessi diretti ai binari.
Lo scalo dispone di tre binari di circolazione, utilizzati per il servizio viaggiatori.  Sono presenti inoltre binari secondari, adibiti al trasporto merci e alle manovre ferroviarie.

## Movimento
L'impianto è servito dai treni regionali svolti da Trenitalia nell'ambito del contratto di servizio stipulato con le regioni Liguria e Piemonte e dai treni regionali di Trenord con destinazione Milano.

## Servizi
La stazione è classificata dal gestore Rete Ferroviaria Italiana (RFI) nella categoria silver.
Le banchine a servizio dei binari sono collegate tra loro tramite un sottopassaggio pedonale.
Lo scalo dispone dei seguenti servizi:
- Biglietteria a sportello
- Biglietteria automatica
- Sala d'attesa
- Bar
- Posto di Polizia ferroviaria
- Servizi igienici

## Interscambi
Presso la stazione sono attuati i seguenti interscambi:
- Stazione taxi
- Fermata autobus

Nel piazzale antistante la stazione è presente il capolinea delle linee suburbane ed extraurbane, tra cui il collegamento con l'Outlet di Serravalle. Alcune linee effettuano capolinea nelle vie limitrofe.
Fino al 1953 la stazione era inoltre dotata di raccordo merci con la linea per Ovada della Ferrovia della Val d'Orba (FVO), il cui servizio viaggiatori si attestava in corrispondenza del fabbricato FS.
Fino a Settembre 2024 le tre linee bus urbane di Novi Ligure effettuano capolinea anch'esse davanti alla stazione. Con la riapertura delle scuole verranno sostituite da un servizio a chiamata.